# リッケンバッカー・360/12
リッケンバッカー・360/12は、リッケンバッカーの12弦エレクトリックギターの300シリーズ。最初の12弦エレクトリックギターの一つとされる。型番の“/12”は12弦ギターを意味しており、外観は6弦モデルのリッケンバッカー・360とよく似ている。リッケンバッカーは、スロッティド・ヘッドとソリッド・ヘッドを併用するという革新的なデザインにより、通常の12弦ギターに必要となる大きなヘッドを回避した。もう一つの特徴に副弦の並び順がある。ほとんどの12弦ギターは副弦をベース側に配置するが、リッケンバッカーはこれを逆にした。
1964年、ビートルズが発表した「ア・ハード・デイズ・ナイト」の録音でジョージ・ハリスンが使用したことで世界中の注目を集めた。

## 来歴
リッケンバッカーは1963年に12弦エレクトリックギターの開発を開始。1960年代初頭のフォークミュージック・リバイバルでアコースティック12弦ギターの人気は増していたが、エレクトリックギターに関してはまだ稀であった。リッケンバッカーは3本の試作機を作成、そのすべてに従業員リチャード・バークの発案によるユニークなヘッドを採用していた。通常のギターのように各サイドに3基のチューナーが取り付けられ、ポストはヘッド表面に突き出ている。2つの並行した溝がヘッド表面に彫られ、それはクラシックギターのヘッドのスロットを連想させるものだが、ヘッドの厚みの半分までしか彫られていない。追加の3基のチューナーがヘッドの各サイドに取り付けられる。この3基のノブはヘッド後方を向き、ポストはヘッドの溝を横切っている。この革新によりヘッドの大きさは最小になり、プレイヤーはヘッドの重さを感じずに済む。また、6弦ギターとして使う場合、多くの12弦ギターより弦間が狭くなり、綺麗に弾くことが難しくなっている珍しい12弦ギターである。
リッケンバッカーは、最初の試作機をラスベガスのカントリー・ミュージシャン、スージー・アーデンに送った。もう一つの試作機は、1964年2月にニューヨークのサヴォイ・ヒルトン・ホテルに持ち込まれた。これは、初の米国公演に訪れたビートルズへの売り込みである。ジョージ・ハリスンは病気のためホテルから隔離されていたが、程なくこの12弦試作機はハリスンの手に渡る。彼の「ア・ハード・デイズ・ナイト」及び同名映画での卓越した使用は、リッケンバッカー12弦の高い需要を産んだ。ハリスンは360/12を愛し、メインギターを他の物に移してもなお360/12への愛情が損なわれることは無かった。63年製ファイヤグロウカラーのシリアルナンバーはCM107。またハリスンは、新型の360/12を1965年に受け取り、それをアルバム『ラバー・ソウル』及び『リボルバー』で使用している。
彼は、アルバム『クラウド・ナイン』で、現役から退いていたオリジナルの360/12を復活させた。
また、ロジャー・マッギン（ジム・マッギン）は1964年に公開されたビートルズの映画『ハード・デイズ・ナイト』を観て、ジョージ・ハリスンの持つ当ギターに影響され、ロック・バンド結成を決意。そのバンドが後のザ・バーズであり、マッギンの奏でる当ギターの鮮やかなサウンドは「ミスター・タンブリン・マン」や「リムニーのベル」、「ターン・ターン・ターン」など、多くの楽曲でその効果がいかんなく発揮され、フォーク・ロックにおけるギターサウンドの一つの典型が確立し、さらに多くのミュージシャンに影響を与えることとなった。
1964年の量産開始時に、リッケンバッカーはプロトタイプからいくつかの仕様変更を施した。ボディトップの周囲は丸く角を落とされ、サウンドホールにはバインディングが施された。量産品には、1964年後半に "R" ロゴのテールピースになるまで、プロトタイプと同じ”コの字型”トラピーズ・テールピースが使用されていた。角張ったボディのままで装飾を簡素化した330/12も発売され、イギリスでは三角形のサウンドホールをトラディショナルなfポールに置き換えた3ピックアップの「1993」モデルが販売された。
1969年以降は、それまでの21フレットネックではなく24フレットネックが使用された。2ピックアップの360/12、3ピックアップの370/12（バーズのロジャー・マッギンが好んで使用した）、2ピックアップでソリッドボディの450/12の3モデルが製造された。似たような12弦ギターが出たにもかかわらず、360/12独特のジャングリーなサウンドは他で真似の出来るものではなく、その独特な音を求めるミュージシャンにとっては必需品となっており、今日でもまだよく売れ続けている。

## 著名なプレイヤー

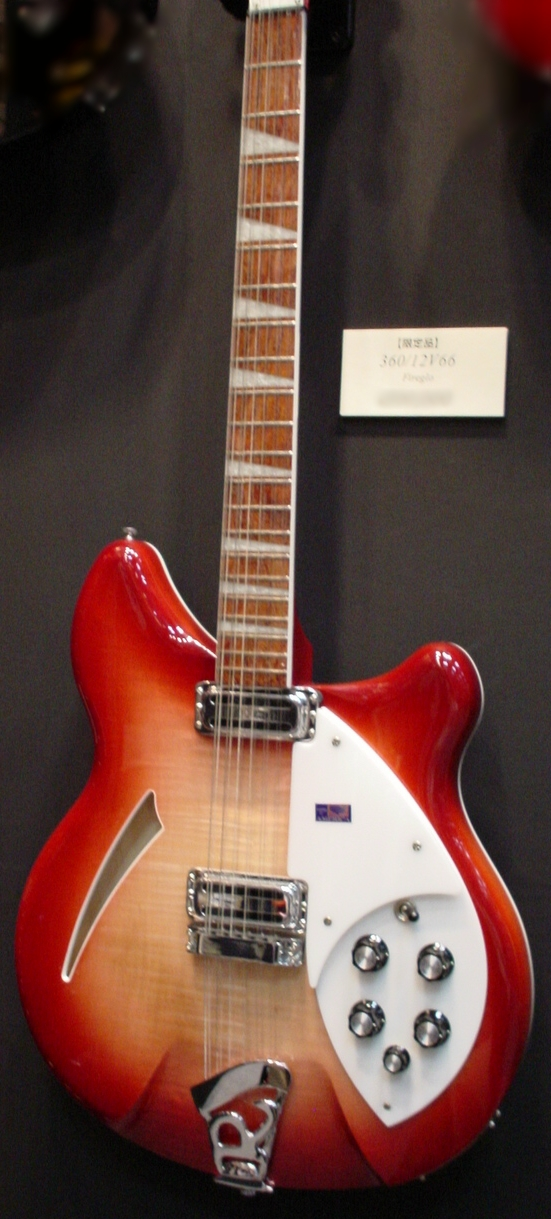
360/12V66（限定モデル）

- ジョージ・ハリスン（ビートルズ） - ボディエッジが立っているタイプと丸みを帯びたタイプの2本を所有していた。
- ジョン・レノン（ビートルズ）
- ロジャー・マッギン（バーズ）
- ブライアン・ジョーンズ（ローリング・ストーンズ）
- トム・ペティ
- マイク・キャンベル（英語版）（トム・ペティ&ザ・ハートブレイカーズ）
- ピート・タウンゼント（ザ・フー）
- クリス・マーティン（コールドプレイ）
- マーティ・ウィルソン＝パイパー（ザ・チャーチ）
- トム・ヨーク（レディオヘッド）
- ダンカン・ロイド（マキシモ・パーク）
- カール・ウィルソン（ザ・ビーチボーイズ）
- ジョニー・マー（ザ・スミス）
- ジム・ビーティ（プライマル・スクリーム）
- 岸田繁（くるり）